# Tartaglia

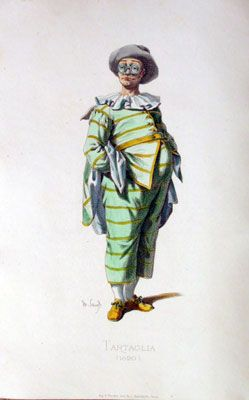
Maurice Sand, "Tartaglia the stutterer (1650)". Originalmente publicado em Masques et bouffons, une histoire illustrée de la comédie italienne (1862).

Tartaglia (italiano para "gago") é um personagem delicado na commedia dell'arte. Ele é hipermetrope e com uma pequena gagueira. Tartaglia é geralmente classificado como um do grupo de personagens velhos (vecchio) que aparece em muitos cenários como um dos amantes (innamorati). Seu status social varia; às vezes é oficial de justiça, advogado, tabelião ou químico. O dramaturgo Carlo Gozzi o transformou em estadista, e assim ele permaneceu depois disso. Tartaglia usa um grande chapéu de feltro, capa e botas enormes, uma longa espada, um bigode gigante e um nariz de papelão. Ele geralmente representa a classe trabalhadora baixa, mas às vezes a classe média ou alta na commedia dell'arte.
Vem do quarteto de máscaras do sul da Itália, ou Nápoles, junto de Coviello, Scaramuccia e Pulcinella. Na França, essa máscara não se popularizou.
A maschera Tartaglia apareceu em Nápoles por volta de 1610. Os atores Ottavio Ferrarese e Beltrani da Verona se tornaram alguns dos primeiros intérpretes. A máscara atinge sua maior popularidade na segunda metade do século XVII. No século XVIII, os atores Agostino Fiorilli e Antonio Sacchi desempenharam esse papel nas peças de Gozzi, mas para Gozzi essa máscara não tem mais uma moldura tão limitada, em suas peças essa máscara pode ser usada, por exemplo, pelo ministro ("The Raven") e o filho real ("The Love of Three Oranges").

## Em outras mídias
Na ópera Le maschere  de Pietro Mascagni, um dos criados é Tartaglia, cuja ária ("Quella è una strada ") exige que ele gagueje.
Na ópera Turandot de Ferruccio Busoni, um dos personagens é Tartaglia, um ministro.
Porky Pig, no Brasil chamado de Gaguinho, é uma variante do Tartaglia.
No jogo Genshin Impact, o 11º dos Fatui Harbingers, todos nomeados com personagens da commedia dell'arte, é conhecido como Tartaglia (em chinês:  达达利亚) ou Childe ( em chinês:  公子), embora seu nome verdadeiro seja Ajax.